# Scootavia
Scootavia is een historisch merk van scooters.
A. Morin, Paris (1951-1956).
Scootavia was een Frans merk dat luxe scooters met - waarschijnlijk Franse - 173 cc AMC-kopklepmotoren en vier versnellingen leverde.